# Asiana
ASIANA, spol. s r.o. (IČ 49704362) je česká firma zabývající se prodejem letenek se sídlem v Praze. Kromě letenek poskytuje cestovatelský servis individuálním cestovatelům i korporátní klientele. Stěžejním projektem Asiany je od roku 2001 web Letuska.cz
ASIANA, spol. s r.o. má pohledávku ve výši 16,5 milionu korun vůči sesterské společnosti ASIANA Transport, s.r.o., která vykázala za rok 2016 účetní hodnotu aktiv pouze 60 tisíc korun.

## Činnost firmy

### Prodej letenek
Prodej letenek skrze web letuska.cz je stěžejním projektem Asiany.
Roku 2015 Asiana spustila nástroj pro vyhledávání levných letenek mapa.letuska.cz.

### Studijní pobyty
Součástí firmy je divize Study.cz, která zajišťuje jazykové pobyty a studium na středních a vysokých školách v zahraničí.

### Další služby
Od roku 2015 se profiluje divize Europea.travel zaměřená na segment MICE  do středoevropského regionu. Asiana rovněž poskytuje ubytování, vízový a konferenční servis.

## Pobočky
Další pobočky mimo sídlo firmy jsou na Letišti Václava Havla, v Praze na Můstku, v Karlových Varech a ve Zlíně.    

## Důležitá data
- 1995 Akreditace IATA
- 1996 Spuštění prvního firemního webu Asiana.cz
- 1998 Otevření pobočky v Karlových Varech
- 2000–2008 provozována autobusová linka na trase Praha – Karlovy Vary[pozn. 2]
- 2001 Spuštěn online rezervační systém
- 2005 Stěhování centrály na současnou adresu Velflíkova 1430/8, 160 00 Praha 6, nemovitost byla o dva roky později převedena na sesterskou společnost Litvin, s.r.o.[5]
- 2006 Vystavení poslední papírové letenky
- 2015 Spuštěn nový web pro lovce letenek Mapa.letuska.cz

## Ocenění a úspěchy
- Internet Effectiveness Award (2011, kat. Spotřební zboží, služby a Online obchod) [6]
- Deloitte Technology Fast 50 (2004) [7]
- International Star for Quality Award (2004)[8]
- 2. místo v anketě TTG Travel Awards (2014) [9]
- ocenění Sirius ČSA (2. místo, kategorie nejlepší IATA cestovní kancelář 2011) [10]
- Nejúspěšnější prodejce SkyTeam (2. místo, rok 2015)[11]